# Камский тракторный завод
Камский тракторный завод — производитель универсально-пропашных тракторов 3-го тягового класса в России. Производство расположено в Набережных Челнах (Татарстан) в низовьях реки Кама, от которой и получило название.
В 1984—1988 годах аналогичное название носил строящийся в СССР тракторный завод. В 1988 году недостроенный завод был перепрофилирован и переименован.

## СССР
55°50′00″ с. ш. 52°04′17″ в. д.

В 1984 году на основании совместного постановления ЦК КПСС и Совета Министров СССР от 20 сентября 1984 г. в Елабуге началось строительство масштабного комплекса заводов производственного объединения «Камский тракторный завод» (ПО «КамТЗ») для выпуска тракторов с использованием дизельных двигателей и прочей унификации с запущенным на полную мощность соседним комплексом заводов грузовых автомобилей и дизелей «КАМАЗ». Согласно засекреченным документам Госплана и Минобороны, завод двойного назначения назывался «тракторно-техническим» и должен был иметь возможность быстрого перехода на производство танков в случае необходимости. В проект предполагалось вложить средства эквивалентные почти 2 млрд долларов, однако, в связи со снизившейся народно-хозяйственной и военно-стратегической необходимостью и кризисом экономики СССР, работы были остановлены на стадии рабочих проектов и начала строительства.
В 1988 году было принято решение о профилировании создаваемого завода на более насущное нуждам страны автомобильное производство 900 тысяч в год микролитражных автомобилей ВАЗ-1111 «Кама» («Ока»), которое позже стало именоваться Елабужским заводом легковых автомобилей (ЕлАЗ). Работники равного АвтоВАЗу нового крупного автозавода и их семьи должны были резко увеличить население Елабуги до 300—400 тысяч человек, а от новых жилых кварталов Елабуги до промплощадки завода и до Набережных Челнов должен был быть пущен скоростной трамвай.
Ввиду крушения плановой социалистической экономики и затем распада СССР, ЕлАЗ позже реализовался также не в задуманном виде, а в малосерийном лицензионном производстве иностранных автомобилей, а автомобили «Ока» производились в меньших масштабах на заводе малолитражных автомобилей (ЗМА) ОАО «КАМАЗ» в соседних Набережных Челнах и других автозаводах.
В 2005 году на площадке завода создается особая экономическая зона «Алабуга». Крупнейший построенный цех занимает автомобилестроительная компания «Соллерс» со своим заводом Соллерс-Елабуга. Елабужская ТЭЦ, построенная вместе с заводом, входит в состав холдинга «Татэнерго».

## Первый выпуск тракторов на КАМАЗе
В 2008 году на площадях сдаточного корпуса ОАО «КАМАЗ» в Набережных Челнах открылось сборочное производство сельскохозяйственных колёсных тракторов «КАМАЗ Т-215» на базе тракторов марки McCormick. На церемонии открытия сборочного производства присутствовали президент компании AGRO Tractors S.p.A. Валерио Мора, генеральный директор ОАО «КАМАЗ» Сергей Когогин, мэр Набережных Челнов Ильдар Халиков. Уже на конец октября 2008 года было собрано более 200 тракторов мощностью двигателя 215 л.с. под маркой Т-215. Позднее был налажен выпуск 4-х моделей: KAMAZ СMAX-85, KAMAZ СX-105, KAMAZ XTХ-185 и KAMAZ XTХ-215. До сворачивания производства из-за мирового финансового кризиса всего их было выпущено более 2 тысяч.
В 2010 году ОАО «КАМАЗ» и CNH Global NV) учредили совместное предприятие CNH-KAMAZ Commercial по производству сельскохозяйственной и строительной техники на заводе в Набережных Челнах. На заводе началась сборка новых моделей тракторов T8050, T9040, T9060 мощностью от 325 до 535 л.с., а также различных комбайнов.

## Второе рождение
В 2012 году группой компаний «ETcorp» — корпорацией, управляющей различными видами бизнеса, было принято решение дать Камскому тракторному заводу «второе рождение», но уже не в Елабуге, а также в Набережных Челнах. Совместно с итало-американо-канадским сельскохозяйственно-машиностроительным холдингом AGRO Tractors S.p.A. налажено сборочное производство тракторов 3-го тягового класса.
В апреле 2013 года в Набережных Челнах состоялась презентация тракторов, прошедших все необходимые испытания и сертификацию.

## Деятельность
Основные производственные мощности завода расположены в промышленной зоне Набережных Челнов. Выпускаются 3 модели тракторов ТТХ 185, ТТХ 215 и ТТХ 230 номинальной мощностью от 182 до 228 л.с..

## Планы развития
Планируется наращивать объёмы выпуска, расширить модельный ряд и увеличить степень локализации.
| Планируемые объёмы выпуска тракторов | Планируемые объёмы выпуска тракторов |
| Год                                  | Объём выпуска                        |
| ------------------------------------ | ------------------------------------ |
| 2013                                 | 200                                  |
| 2014                                 | 800                                  |
| 2015                                 | 1000                                 |